# Filmfare Award за лучший фильм по мнению критиков
Filmfare Award за лучший фильм по мнению критиков (англ. Filmfare Critics Award for Best Movie) — одна из номинаций наиболее престижной кинопремии Болливуда Filmfare Awards. Была введена, чтобы сбалансировать главную номинацию премии «за лучший фильм», опирающуюся на опросы аудитории, в ответ на критику о том, что такая практика оценивает лишь коммерческий успех/зрительскую популярность фильмов, не обращая внимания на их артистическую ценность, с подачи в 1970 году кинопублициста Б. К. Каранджиа.
Первым обладателем премии за лучший фильм по выбору критиков стал на 18-й церемонии награждения Filmfare Awards (в 1971 году) фильм 1969 года «Её хлеб» Мани Каула.
Последними на настоящий момент, в январе 2024 года, премии был удостоен фильм «Joram» режиссёра Девашиша Макиджи.

## Фильмы-номинанты и обладатели премии
В списке приведены сведения о фильмах-обладателях премии, сгруппированные по десятилетиям. В таблицы включены имена режиссёров и продюсеров (либо названия продюсировавших организаций) фильмов. Кинокартины, завоевавшие премии за лучший фильм по выбору как критиков, так и аудитории, выделены золотым фоном. Режиссёры победивших фильмов, удостоенные также премии за лучшую режиссуру, отмечены индексом Р.

### 1970-е годы
| Церемония       | Фильмы                           | Режиссёры        | Продюсеры / компании производства                     | Всего премий Filmfare | Ссылки            |
| --------------- | -------------------------------- | ---------------- | ----------------------------------------------------- | --------------------- | ----------------- |
| 18-я (1971 год) | «Её хлеб» / «Хлеб наш насущный»  | Мани Каул        | Рочак Пандит                                          | 1                     | [ 7 ] [ 8 ] [ 9 ] |
| 19-я (1972 год) | «День в месяце ашаддх»           | Мани Каул        |                                                       | 1                     | [ 7 ] [ 8 ]       |
| 20-я (1973 год) | «Волшебное зеркало»              | Кумар Шахани     | National Film Development Corporation of India (NFDC) | 1                     | [ 10 ]            |
| 21-я (1974 год) | «Сомнение» / «Две дороги»        | Мани Каул        | NFDC, National Music Dance Centre                     | 1                     | [ 7 ]             |
| 22-я (1975 год) | «Rajnigandha» (англ.)            | Басу Чаттерджи   | Суреш Джиндал, Камал Сайгал                           | 2                     | [ 11 ] [ 12 ]     |
| 23-я (1976 год) | «Гроза»                          | Гулзар           | Дж. Ом Пракаш                                         | 2                     | [ 13 ]            |
| 24-я (1977 год) | «Королевская охота»              | Мринал Сен       | Раджешвар Рао                                         | 1                     | [ 14 ]            |
| 25-я (1978 год) | «Шахматисты»                     | Сатьяджит Рай Р  | Суреш Джиндал                                         | 3                     | [ 16 ]            |
| 26-я (1979 год) | «Странная история Арвинда Десаи» | Саид Ахтар Мирза |                                                       | 1                     | [ 17 ]            |

### 1980-е годы
| Церемония        | Фильмы                                                                | Режиссёры                                                             | Продюсеры / компании производства                                     | Всего премий Filmfare                                                 | Ссылки                                                                |
| ---------------- | --------------------------------------------------------------------- | --------------------------------------------------------------------- | --------------------------------------------------------------------- | --------------------------------------------------------------------- | --------------------------------------------------------------------- |
| 27-я (1980 год)  | «Jeena Yahan» (англ.)                                                 | Басу Чаттерджи                                                        | Н. П. Али                                                             | 1                                                                     |                                                                       |
| 28-я (1981 год)  | «Почему сердится Альберт Пинто»                                       | Саид Ахтар Мирза                                                      | Саид Ахтар Мирза                                                      | 1                                                                     | [ 18 ]                                                                |
| 29-я (1982 год)  | «Aadharshila» (англ.)                                                 | Ашок Ахуджа                                                           | Ашок Ахуджа                                                           | 1                                                                     |                                                                       |
| 30-я (1983 год)  | «Необдуманный шаг»                                                    | Шекхар Капур                                                          | Чанда Датт, Деви Датт                                                 | 5                                                                     | [ 19 ]                                                                |
| 31-я (1984 год)  | «Sookha»                                                              | М. Ш. Сатхью                                                          | М. Ш. Сатхью                                                          | 1                                                                     |                                                                       |
| 32-я (1985 год)  | «Damul» (англ.)                                                       | Пракаш Джха                                                           | Пракаш Джха                                                           | 1                                                                     | [ 20 ]                                                                |
| 33-я 1986/87 год | «Оцепенение»                                                          | Говинд Нихалани                                                       | Манмохан Шетти, Говинд Нихалани                                       | 1                                                                     | [ 22 ]                                                                |
| 1987—1988 годы   | Перерыв Filmfare Awards (премии не присуждались ни в одной категории) | Перерыв Filmfare Awards (премии не присуждались ни в одной категории) | Перерыв Filmfare Awards (премии не присуждались ни в одной категории) | Перерыв Filmfare Awards (премии не присуждались ни в одной категории) | Перерыв Filmfare Awards (премии не присуждались ни в одной категории) |
| 34-я (1989 год)  | «Om-Dar-Ba-Dar» (англ.)                                               | Камал Сваруп                                                          | NFDC (англ.)                                                          | 1                                                                     | [ 23 ]                                                                |

### 1990-е годы
| Церемония       | Фильмы                 | Режиссёры             | Продюсеры / компании производства | Всего премий Filmfare | Ссылки |
| --------------- | ---------------------- | --------------------- | --------------------------------- | --------------------- | ------ |
| 35-я (1990 год) | «Khayal Gatha» (англ.) | Кумар Шахани          |                                   | 1                     |        |
| 36-я (1991 год) | «Городок»              | Кумар Шахани          |                                   | 1                     | [ 24 ] |
| 37-я (1992 год) | «Diksha» (англ.)       | Арун Каул             | NFDC                              | 1                     |        |
| 38-я (1993 год) | «Идиот»                | Мани Каул             |                                   | 1                     | [ 7 ]  |
| 39-я (1994 год) | «Сезон любви»          | Кундан Шах            | Викрам Мехротра                   | 2                     | [ 25 ] |
| 40-я (1995 год) | «Королева бандитов»    | Шекхар Капур Р        | Бобби Беди                        | 3                     | [ 26 ] |
| 41-я (1996 год) | «Бомбей»               | Мани Ратнам           | С. Шрирам                         | 2                     | [ 27 ] |
| 42-я (1997 год) | «Мир музыки»           | Санджай Лила Бхансали | Сибте Хассан Ризви                | 5                     | [ 25 ] |
| 43-я (1998 год) | «Зов земли»            | Приядаршан            | Мушир Алам, Мохаммад Риаз         | 7                     | [ 28 ] |
| 44-я (1999 год) | «Предательство»        | Рам Гопал Варма       | Рам Гопал Варма                   | 6                     | [ 29 ] |

### 2000-е годы
| Церемония       | Фильмы                           | Режиссёры               | Продюсеры / компании производства              | Всего премий Filmfare | Ссылки       |
| --------------- | -------------------------------- | ----------------------- | ---------------------------------------------- | --------------------- | ------------ |
| 45-я (2000 год) | «Патриот»                        | Джон Мэттью Маттхан     | Джон Мэттью Маттхан                            | 4                     | [ 30 ]       |
| 46-я (2001 год) | «Хало»                           | Сантош Сиван            | Общество детского кино Индии                   | 1                     | [ 31 ]       |
| 47-я (2002 год) | «Желание сердца»                 | Фархан Ахтар            | Ритеш Сидхвани                                 | 7                     | [ 32 ]       |
| 48-я (2003 год) | «Легенда о Бхагате Сингхе»       | Раджкумар Сантоши       | Кумар Таурани, Рамеш Таурани / Tips Industries | 3                     | [ 33 ]       |
| 49-я (2004 год) | «Братан Мунна: Продавец счастья» | Раджкумар Хирани        | Видху Винод Чопра                              | 4                     | [ 34 ]       |
| 50-я (2005 год) | «На перекрестке судеб»           | Мани Ратнам             | Шекхар Капур, Мани Ратнам, Г. Шринивасан       | 6                     | [ 35 ]       |
| 50-я (2005 год) | «Наставник»                      | Говинд Нихалани         | Говинд Нихалани                                | 2                     | [ 35 ]       |
| 51-я (2006 год) | «Последняя надежда»              | Санджай Лила Бхансали Р | Санджай Лила Бхансали, Аншуман Свами           | 11                    | [ 36 ]       |
| 52-я (2007 год) | «Братан Мунна 2»                 | Раджкумар Хирани        | Видху Винод Чопра                              | 4                     | [ 2 ] [ 37 ] |
| 53-я (2008 год) | «Индия, вперед!»                 | Шимит Амин              | Адитья Чопра                                   | 5                     | [ 38 ]       |
| 54-я (2009 год) | «Мой дорогой Мумбаи»             | Нишикант Камат          | Ронни Скрювала                                 | 3                     | [ 39 ]       |

### 2010-е годы
| Церемония       | Фильмы                          | Режиссёры            | Продюсеры / компании производства            | Всего премий Filmfare | Ссылки        |
| --------------- | ------------------------------- | -------------------- | -------------------------------------------- | --------------------- | ------------- |
| 55-я (2010 год) | «Разлука»                       | Нандита Дас          | Percept Picture Company                      | 5                     | [ 40 ] [ 41 ] |
| 56-я (2011 год) | «Полёт»                         | Викрамадитья Мотване | Ронни Скрювала, Анураг Кашьяп, Санджай Сингх | 7                     | [ 42 ] [ 43 ] |
| 57-я (2012 год) | «Жизнь не может быть скучной»   | Зоя Ахтар            | Фархан Ахтар, Ритеш Сидхвани                 | 7                     | [ 44 ]        |
| 58-я (2013 год) | «Банды Вассейпура» (части 1, 2) | Анураг Кашьяп        | Атул Шукла, Анураг Кашьяп, Сунил Бохра       | 4                     | [ 45 ] [ 46 ] |
| 59-я (2014 год) | «Ланчбокс»                      | Ритеш Батра          | Арун Рангачари, Анураг Кашьяп, Гунит Монга   | 2                     | [ 47 ]        |
| 60-я (2015 год) | «Ankhon Dekhi»                  | Раджат Капур         | Маниш Мундра                                 | 3                     | [ 48 ]        |
| 61-я (2016 год) | «Пику»                          | Шуджит Сиркар        | Ронни Лахири, Снеха Раджани, Н. Сингх        | 6                     | [ 49 ]        |
| 62-я (2017 год) | «Нирджа»                        | Рам Мадхвани         | Атул Касбекар, Шанти Шиварам Майни           | 6                     | [ 50 ]        |
| 63-я (2018 год) | «Ньютон»                        | Амит В. Масуркар     | Маниш Мундра                                 | 2                     | [ 51 ]        |
| 64-я (2019 год) | «Стреляйте в пианиста»          | Шрирам Рагхаван      | Viacom18 Motion Pictures, Matchbox Pictures  | 6                     | [ 52 ]        |

### 2020-е годы
| Церемония       | Фильмы            | Режиссёры             | Продюсеры / компании производства                | Всего премий Filmfare | Ссылки |
| --------------- | ----------------- | --------------------- | ------------------------------------------------ | --------------------- | ------ |
| 65-я (2020 год) | «Статья 15»       | Анубхав Синха         | Zee Studios                                      | 3                     | [ 53 ] |
| 65-я (2020 год) | «Индийская дрофа» | Абхишек Чаубей        | Ронни Скрюввала                                  | 2                     | [ 53 ] |
| 66-я (2021 год) | «Eeb Allay Ooo!»  | Пратик Ватс           | Шветабх Сингх, Партик Ватс                       | 1                     | [ 54 ] |
| 67-я (2022 год) | «Сардар Удхам»    | Шуджит Сиркар         | Ронни Лахири, Шил Кумар                          | 9                     | [ 55 ] |
| 68-я (2023 год) | «Поздравляем! 2»  | Харшавардхан Кулкарни | Винит Джайн                                      | 6                     | [ 56 ] |
| 69-я (2024 год) | «Joram»           | Девашиш Макиджа       | Шарик Патель, Ашима Авасти Чаудхури, Анупама Бос | 2                     | [ 57 ] |
| 70-я (2025 год) |                   |                       |                                                  |                       |        |